# Yoshiaki Numata
Pour les articles homonymes, voir Numata (homonymie).
Yoshiaki Numata (沼田 義明, Numata Yoshiaki) est un boxeur japonais né le 19 avril 1945 sur l'ile d'Hokkaïdo.

## Carrière
Champion d'Asie OPBF des poids super-plumes en 1965 et des poids légers en 1966, il devient champion du monde des super-plumes WBA & WBC le 15 juin 1967 en battant aux points Flash Elorde. Numata perd ses titres dès le combat suivant le 14 décembre 1967 après une défaite contre son compatriote Hiroshi Kobayashi puis redevient champion WBC du 5 avril 1970 au 10 octobre 1971. Il met un terme à sa carrière en 1972 sur un bilan de 44 victoires, 8 défaites et 3 matchs nuls.